# Godfrey Tearle
Godfrey Seymour Tearle (né le 12 octobre 1884 à New York et mort le 8 juin 1953 à Londres) est un acteur américain. 

## Biographie
Godfrey Tearle était le demi-frère de l'acteur Conway Tearle. Il commença sa carrière au cinéma muet, et la poursuivit au parlant.

## Filmographie partielle
- 1925 : Salome of the Tenements, de Sidney Olcott : John Manning
- 1935 : Les 39 Marches (The 39 Steps), d'Alfred Hitchcock : Professeur Jordan
- 1942 : Un de nos avions n'est pas rentré (One of Our Aircraft Is Missing), de Michael Powell : Sir George Corbett
- 1943 : Combat éternel (The Lamp Still Burns), de Maurice Elvey : Sir Marshall Freyne
- 1945 : L'Honorable Monsieur Sans-Gêne (The Rake's Progress), de Sidney Gilliat : Colonel Robert Kenway
- 1947 : Au carrefour du siècle (The Beginning or the End), de Norman Taurog : Franklin D. Roosevelt
- 1952 : La Merveilleuse histoire de Mandy (Mandy), d'Alexander Mackendrick : Mr. Garland
- 1953 : Tortillard pour Titfield (The Titfield Thunderbolt), de Charles Crichton : Ollie Matthews, évêque de Welchester
- 1953 : Pages galantes de Boccace (Decameron Nights), de Hugo Fregonese : Ricciardo / Bernabo